# Enzische Sprache
Die enzische Sprache (in Eigenbezeichnung Enets) ist eine der samojedischen Sprachen. Diese bilden gemeinsam mit den finno-ugrischen Sprachen die uralische Sprachfamilie. Es gehört wie Nenzisch und Nganasanisch zur Gruppe der nordsamojedischen Sprachen. Es gibt zwei Varianten des Enzischen, die manchmal als eigene Sprachen gewertet werden: Wald-Enzisch (auch Baj oder Mugadi) und Tundra-Enzisch (auch Maddu oder Somatu). In der jüngeren Vergangenheit wurde es durch das Russische beeinflusst.

## Geographie
Enzisch wird vom Volk der Enzen auf der Taimyrhalbinsel in Norden Sibiriens entlang des Ostufers des Flusses Jenissei in Russland gesprochen.

## Demographie
Die Zahl der Muttersprachler beträgt heute weniger als 70 mit leichtem Überhang des Bai-Dialekts. 1999 lebten etwa 200 Enzen, von denen ungefähr 100 Enzisch sprachen. Im 18. Jahrhundert soll Enzisch mit über 3000 Sprechern seinen Höchststand erreicht haben. Alle heute noch lebenden Enzen sprechen ebenfalls Russisch und/oder Nenzisch, teilweise auch Nganasanisch.
Da sich Russisch immer mehr als Sprache durchsetzt und kaum noch Kinder Enzisch lernen, gibt es keine Hoffnung, das Überleben der Sprache zu sichern. Die Enzen verfügten niemals über eine eigene Schriftsprache, in den Schulen wurde nie auf Enzisch gelehrt. Bis heute existiert keine vollständige Grammatik des Enzischen.

## Phonologie

### Wald-Enzisch
Wald-Enzisch hat 6–7 Vokale:
|                  | vorne | hinten |
| ---------------- | ----- | ------ |
| geschlossen      | i     | u      |
| halb-geschlossen | e     | o      |
| halb-offen       | æ     | (ɔ)    |
| offen            |       | ɑ      |

Laut Siegl ist umstritten, ob /ɔ/ von /u/ und /o/ unterschieden wird. Die Vokallänge wird im Wald-Enzischen unterschieden.
Das Konsonantensystem ist nach Siegel wie folgt:
|                        | bilabial | bilabial | dental | dental | alveolar | alveolar | postalveolar | postalveolar | palatal | palatal | velar | velar | glottal | glottal |
|                        | stl      | sth      | stl    | sth    | stl      | sth      | stl          | sth          | stl     | sth     | stl   | sth   | stl     | sth     |
| ---------------------- | -------- | -------- | ------ | ------ | -------- | -------- | ------------ | ------------ | ------- | ------- | ----- | ----- | ------- | ------- |
| Plosive                | p        | b, (bj)  |        |        | t        | d, dj    |              |              |         |         | k     | g     | ʔ       |         |
| Frikative              |          |          |        | ð      | s        |          | ʃ            |              |         |         | x     |       |         |         |
| Afrikative             |          |          |        |        |          |          | tʃ           |              |         |         |       |       |         |         |
| Nasale                 |          | m        |        |        |          | n, nj    |              |              |         |         |       | ŋ     |         |         |
| laterale Approximanten |          |          |        |        |          | l, lj    |              |              |         |         |       |       |         |         |
| Approximanten          |          |          |        |        |          |          |              |              |         | j       |       |       |         |         |
| Vibranten              |          |          |        |        |          | r, (rj)  |              |              |         |         |       |       |         |         |

Die Form der palatisierten alveolaren Konsonanten ist umstritten. So analysiert Künnap die palatisierten alveolaren und die postalveolaren Konsonanten als palatale Konsonanten.

### Tundra-Enzisch
Tundra-Enzisch hat ein ähnliches phonologisches System. Unter den Vokalen fehlt nur der Vokal /æ/:
|                  | vorne | hinten |
| ---------------- | ----- | ------ |
| geschlossen      | i     | u      |
| halb-geschlossen | e     | o      |
| halb-offen       |       | (ɔ)    |
| offen            |       | ɑ      |

Wie im Wald-Enzischen ist der Status von /ɔ/ nach Siegl umstritten. Die Vokallänge wird ebenfalls unterschieden.
Laut Siegl ist das Konsonantensystem des Tundra-Enzischen noch schlecht erforscht. Er hat 2022 folgendes vorgeschlagen, schreibt aber, dass dieses noch einmal überarbeitet werden müsse.
|               | bilabial | bilabial | dental | dental | alveolar | alveolar | palatal | palatal | velar | velar | glottal | glottal |
|               | stl      | sth      | stl    | sth    | stl      | sth      | stl     | sth     | stl   | sth   | stl     | sth     |
| ------------- | -------- | -------- | ------ | ------ | -------- | -------- | ------- | ------- | ----- | ----- | ------- | ------- |
| Plosive       | p        | b        |        |        | t, tj    | d, dj    |         |         | k     | g     | ʔ       |         |
| Frikative     | (f)      |          |        | ð      | s, sj    |          |         |         | x     |       |         |         |
| Nasale        |          | m        |        |        |          | n, nj    |         |         |       | ŋ     |         |         |
| Approximanten |          |          |        |        |          |          |         | j       |       |       |         |         |
| Vibranten     |          |          |        |        |          | r        |         |         |       |       |         |         |

### Phonologische Prozesse
In manchen Suffixen sind Vokale unterspezifiziert. In diesen Fällen werden die Vokalqualitäten des letzten Vokals des Wortstamms übernommen (siehe auch Vokalharmonie). Dies ist z. B. im Lokativ-Singular-Suffix des Wald-Enzischen /-xVn/ erkennbar:
- [tu] „Feuer“ → [tuxun] „im Feuer“,
- [sirɑ] „Schnee“ → [sirɑxɑn] „im Schnee“.

Wenn Wörter auf den glottalen Plosiv /ʔ/ enden, führt dies zu Variationen der Suffixe. Zum Beispiel verändert sich das wald-enzische Dual-Suffix /-xiʔ/ bei Wörtern, die auf einen glottalen Plosiv enden zu /-kiʔ/ oder /giʔ/:
- [tuka] „Axt“ → [tukaxiʔ] „zwei Äxte“,
- [entʃiʔ] „Person“ → [entʃigiʔ] „zwei Personen“,
- [mæʔ] „kegelförmiges Zelt“ → [mækiʔ] „zwei kegelförmige Zelte“.

Beide Prozesse finden auch im Tundra-Enzischen statt.

## Grammatik
Enzisch ist eine agglutinierende Sprache, in der ausschließlich Suffixe existieren. Es verwendet zum Teil aber auch einen fusionalen Sprachbau.

### Nomen
Im Enzischen werden Nomen für drei Numeri (Singular, Dual und Plural) und sechs bis acht Kasus (Fälle) dekliniert. Nach Künnap handelt es sich bei dem Prolativ und Essiv/Translativ um eigene Kasus. Laut Siegl liegen sie in ihren Eigenschaften hingegen zwischen Kasus und Derivation. So haben sie keine pronominale Form und der Prolativ ist im Wald-Enzischen sehr selten und erscheint produktiv nur auf Postpositionen.
Kasusbedeutungen werden mit Suffixen an Nomen, Adjektiven, Pronomen und substantivierten Verben ausgedrückt. Diese werden stets mit numeralen Markern kombiniert:
|                  | Wald-Enzisch | Wald-Enzisch | Wald-Enzisch | Tundra-Enzisch | Tundra-Enzisch | Tundra-Enzisch          |
|                  | Singular     | Dual         | Plural       | Singular       | Dual           | Plural                  |
| ---------------- | ------------ | ------------ | ------------ | -------------- | -------------- | ----------------------- |
| Nominativ        | -            | -xiʔ         | -ʔ           | -              | -xoʔ           | -ʔ                      |
| Genitiv          | -            | -xiʔ         | -ʔ           | -(ʔ)           | -xiʔ           | -ʔ                      |
| Akkusativ        | -            | -xiʔ         | -ʔ           | -              | -xiʔ           | -(ʔ) oder Vokaländerung |
| Lativ            | -d           | -xiʔnæʔ      | -xiðo        | -do            | -xiʔneʔ        | -xiðo                   |
| Lokativ          | -xVn         | -xiʔnæn      | -xine        | -xVn(V)        | -xiʔnene       | -xine                   |
| Ablativ          | -xVð         | -xiʔnæð      | -xito        | -xVð(V)        | -xiʔneðoʔ      | -xito                   |
| Prolativ         | -(m)on       |              |              | -(m)one        |                |                         |
| Essiv/Translativ | -Vʃ          |              |              | -ɑe            |                |                         |

Die Formen der Suffixe variieren, wenn der Wortstamm in dem glottalen Plossiv /ʔ/ endet (siehe den Abschnitt Phonologische Prozesse).
Possession wird im Enzischen durch Genitiv oder Possessiv-Suffixe angezeigt. Im Nominativ, Genitiv und Akkusativ fusionieren die Suffixe für Kasus und Numerus mit den Possessiv-Suffixen und bilden neue Formen.

### Verben
Enzische Verben werden für Person und Numerus des Subjekts konjugiert. In manchen Fällen kann auch der Numerus des Objekts markiert sein. Zusätzlich werden Verben für Tempus (Zeit), Aspekt und Modus markiert.
Im Enzischen gibt es drei Arten der Konjugation: Subjekt-Konjugation (bei Siegl Konjugation I), Objekt-Konjugation (Konjugation II) und Reflexiv-Konjugation (Konjugation III). Subjekt-Konjugation ist die Standardform, die für die meisten transitiven und intransitiven Verben verwendet wird. Reflexiv-Konjugation wird für eine feste Gruppe von intransitiven Verben verwendet. Sie hat keine reflexive Bedeutung mehr. Die Objekt-Konjugation kann nur für transitive Verben verwendet werden. Sie tritt anstelle der Subjekt-Konjugation auf, wenn das Objekt das Topik des Satzes ist. Bei ihr wird neben Person und Numerus des Subjekts auch der Numerus des Objekts markiert.
In den folgenden Tabellen sind die Suffixe für Subjekt- und Reflexiv-Konjugation gezeigt:
| Subjekt-Konjugation | Wald-Enzisch | Wald-Enzisch | Wald-Enzisch | Tundra-Enzisch | Tundra-Enzisch | Tundra-Enzisch |
| Subjekt-Konjugation | Singular     | Dual         | Plural       | Singular       | Dual           | Plural         |
| ------------------- | ------------ | ------------ | ------------ | -------------- | -------------- | -------------- |
| 1. Pers.            | -ðʔ          | -bj          | -baʔ         | -ðoʔ           | -jʔ            | -aʔ            |
| 2. Pers.            | -d           | -riʔ         | -raʔ         | -do            | -riʔ           | -raʔ           |
| 3. Pers.            | -            | -xiʔ         | -ʔ           | -              | -xoʔ           | -ʔ             |

| Reflexiv-Konjugation | Wald-Enzisch | Wald-Enzisch | Wald-Enzisch | Tundra-Enzisch | Tundra-Enzisch | Tundra-Enzisch |
| Reflexiv-Konjugation | Singular     | Dual         | Plura        | Singular       | Dual           | Plural         |
| -------------------- | ------------ | ------------ | ------------ | -------------- | -------------- | -------------- |
| 1. Pers.             | -ibj         | -ibj         | -inaʔ        | -ioʔ           | -injiʔ         | -inaʔ          |
| 2. Pers.             | -idj         | -iðiʔ        | -iðaʔ        | -ido           | -idjiʔ         | -idaʔ          |
| 3. Pers.             | -iðʔ         | -ixiʔ        | -iðʔ         | -iðoʔ          | -ixoʔ          | -iðoʔ          |

Enzisch hat sechs Tempusformen: Futur, Vergangenheit im Futur, Aorist, Vergangenheit, Perfekt und Vorvergangenheit. Die Vergangenheit im Futur und Vorvergangenheit werden als Kombination des Vergangenheitsmarkers mit dem Futur- bzw. dem Perfektmarker gebildet. Die Aoristform ist unmarkiert. Je nach Verbbedeutung kann sie eine Gegenwarts- oder eine zum Zeitpunkt des Sprechens abgeschlossene Handlung ausdrücken. Zusätzlich zum Tempus gibt es auch Aspektmarkierung. Die wichtigsten Aspekt-Formen sind nach Siegl: Durativ, Frequentativ, Delimitativ, Habitual, Inchoativ, Translativ-Resultativ.
Das Suffix für die Vergangenheit folgt nach dem Konjugationssuffix. Die anderen Zeitformen stehen hingegen vor dem Konjugationssuffix. In den folgenden Tabellen sind die Tempus- und Aspekt-Suffixe gezeigt:
| Tempus        | Wald-Enzisch | Tundra-Enzisch |
| ------------- | ------------ | -------------- |
| Futur         | -ða / -da    | -da / -ta      |
| Aorist        | -            | -              |
| Vergangenheit | -ʃ           | -sji           |
| Perfekt       | -bi          | -bi            |

| Aspekt                | Wald-Enzisch | Tundra-Enzisch |
| --------------------- | ------------ | -------------- |
| Durativ               | -gu / -go    | -gu / -go      |
| Frequentativ          | -ŋa / -r     | -ŋa / -r       |
| Delimitativ           | -ita         | -ota           |
| Habitual              | -(m)ubi      | -(m)obi        |
| Inchoativ             | -ra          | -ra            |
| Translativ-Resultativ | -ma          | -ma            |

### Syntax
Enzisch ist eine typische SOV-Sprache, die finite Verbform steht immer am Ende des Satzes. Das Objekt befindet sich stets im Umfeld des Wortes, zu dem es gehört. Adverbialpositionen sind kontextabhängig. Wenn das Adverb ausschließlich das Verb modifiziert, steht es direkt davor, wenn es den gesamten Satz modifiziert, kann es entfernt vom Verb stehen. Inversion kann im Enzischen vorkommen, was zur Folge hat, dass das Adverb dem Verb folgt. Zeitadverbien stehen üblicherweise am Anfang eines Satzes. Das Objekt steht üblicherweise näher am Verb als am Adverb. Attribute stehen grundsätzlich vor ihren Hauptwörtern, um den Unterschied zum Prädikat herauszustellen. Quantitative Attribute stehen für gewöhnlich vor den qualitativen.
Verbale Negation wird durch Kombination von Hauptverb mit vorangehendem, teilweise auxiliarem Negativverb ausgedrückt, Komparative mithilfe von Adjektiven im Nominativ und dem zu vergleichenden Wort im Ablativ.
Interrogative können im Enzischen sowohl mit speziellen Interrogativwörtern als auch nur durch Intonation angezeigt werden.